# Kaczmarowe Doły
Kaczmarowe Doły este o arie protejată (sit de importanță comunitară — SCI) din Polonia întinsă pe o suprafață de 12,62 ha, integral pe uscat.

## Localizare
Centrul sitului Kaczmarowe Doły este situat la coordonatele 50°18′22″N 20°03′40″E / 50.3062°N 20.0612°E.

## Înființare
Situl Kaczmarowe Doły a fost declarat sit de importanță comunitară în octombrie 2009 pentru a proteja un număr necunoscut de specii din flora spontană și fauna sălbatică aflate în arealul zonei.

## Biodiversitate
Situată în ecoregiunea continentală, aria protejată conține 1 habitat natural: Pajiști uscate seminaturale și facies de acoperire cu tufișuri pe substraturi calcaroase (Festuco-Brometalia) (* situri importante pentru orhidee).
La baza desemnării sitului se află un număr nedeclarat de specii protejate.